# Teufenthal
Teufenthal (schweizerdeutsch Töüffetu [ˈtœːʏfːəˌtʊ]) ist eine Einwohnergemeinde im Schweizer Kanton Aargau. Sie gehört zum Bezirk Kulm und liegt im mittleren Wynental. Die Gemeinde ist nicht zu verwechseln mit Teuffenthal im Kanton Bern.

## Geographie
Das Strassendorf liegt im unteren Teil eines engen, drei Kilometer langen Seitentals der Wyna, das sich in östlicher Richtung zur Hochebene von Dürrenäsch erstreckt. Es wird im Norden durch die Ausläufer des Surbergs begrenzt, im Süden durch die Ausläufer des Hohen Felsens. Nur ein kleiner Teil des Dorfes liegt in der Talebene der Wyna, der Fluss bildet die westliche Gemeindegrenze.
Die Fläche des Gemeindegebiets beträgt 357 Hektaren, davon sind 155 Hektaren bewaldet und 59 Hektaren überbaut. Der höchste Punkt befindet sich auf 630 Metern auf dem Bampf (einem Ausläufer des Surbergs), der tiefste auf 438 Metern an der Wyna. Nachbargemeinden sind Gränichen im Norden, Seon im Nordosten, Dürrenäsch im Osten und Unterkulm im Süden. Den nordöstlichsten Grenzpunkt bildet der Siebenzwingstein.

## Geschichte

Luftansicht (1969)

Töfendal wurde erstmals 1173 in einem Schutzbrief erwähnt, den Kaiser Friedrich I. «Barbarossa» dem Stift Beromünster ausstellte. Der Ortsname geht auf das althochdeutsche (ze demo) tiufen tale zurück, was «(beim) tiefen Tal» bedeutet. Im Mittelalter lag das Dorf im Herrschaftsbereich der Grafen von Lenzburg, ab 1173 in jenem der Grafen von Kyburg. Nachdem diese ausgestorben waren, übernahmen die Habsburger 1273 die Landesherrschaft und die Blutgerichtsbarkeit. Inhaber der niederen Gerichtsbarkeit waren die Herren von Trostburg, die im 12. Jahrhundert oberhalb des Dorfes die gleichnamige Burg errichten liessen.
1415 eroberten die Eidgenossen den Aargau. Teufenthal gehörte nun zum Untertanengebiet der Stadt Bern, dem so genannten Berner Aargau. 1528 führten die Berner die Reformation ein. Die Trostburg und die niedere Gerichtsbarkeit waren 1346 in den Besitz der Herren von Reinach gelangt, 1486 an die Hallwyler. Diese verkauften 1616 ihren Besitz an die Stadt Brugg. Bern duldete den Machtzuwachs seiner Untertanenstadt jedoch nicht und zog die Herrschaftsrechte an sich. Teufenthal bildete daraufhin einen Teil des Gerichtsbezirks Trostburg innerhalb des Amtes Lenzburg. Im März 1798 nahmen die Franzosen die Schweiz ein, entmachteten die «Gnädigen Herren» von Bern und riefen die Helvetische Republik aus. Teufenthal gehört seither zum Kanton Aargau.
In der zweiten Hälfte des 19. Jahrhunderts ging die Bevölkerungszahl um etwa einen Sechstel zurück. Der Rückgang war aber weit weniger ausgeprägt als in zahlreichen Nachbargemeinden. Ab 1867 war die Tabakindustrie einige Jahrzehnte lang vorherrschend. Am 5. März 1904 erfolgte die Eröffnung der Wynentalbahn. 1921 nahm die Druckgiesserei Injecta ihren Betrieb auf, die lange Zeit das wirtschaftliche Leben der Gemeinde prägte. Zwischen 1900 und 1970 verdreifachte sich die Einwohnerzahl. Seither stagniert sie jedoch, weil die Baulandreserven in der kleinräumigen Gemeinde weitgehend erschlossen sind.

## Sehenswürdigkeiten

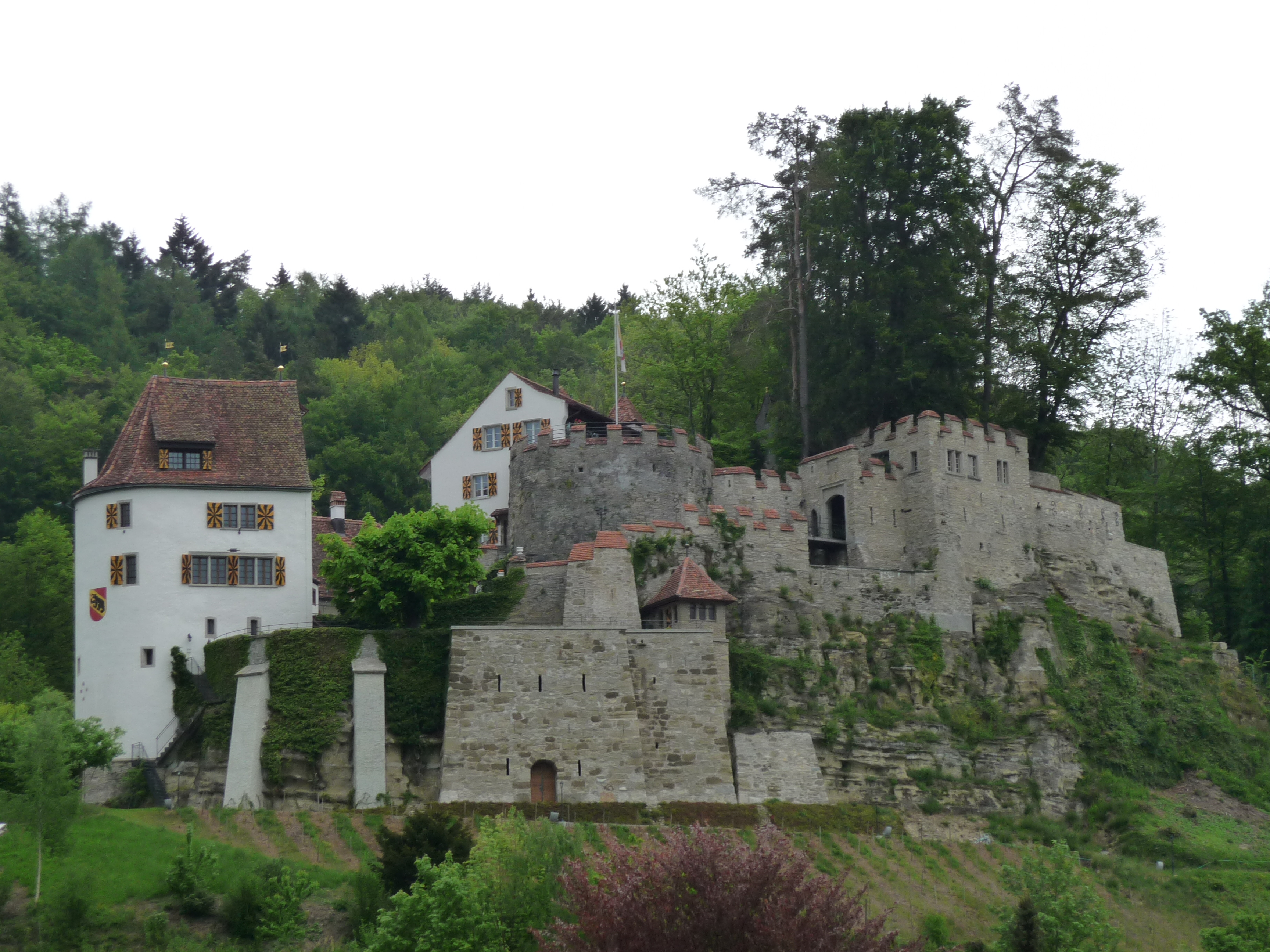
Trostburg

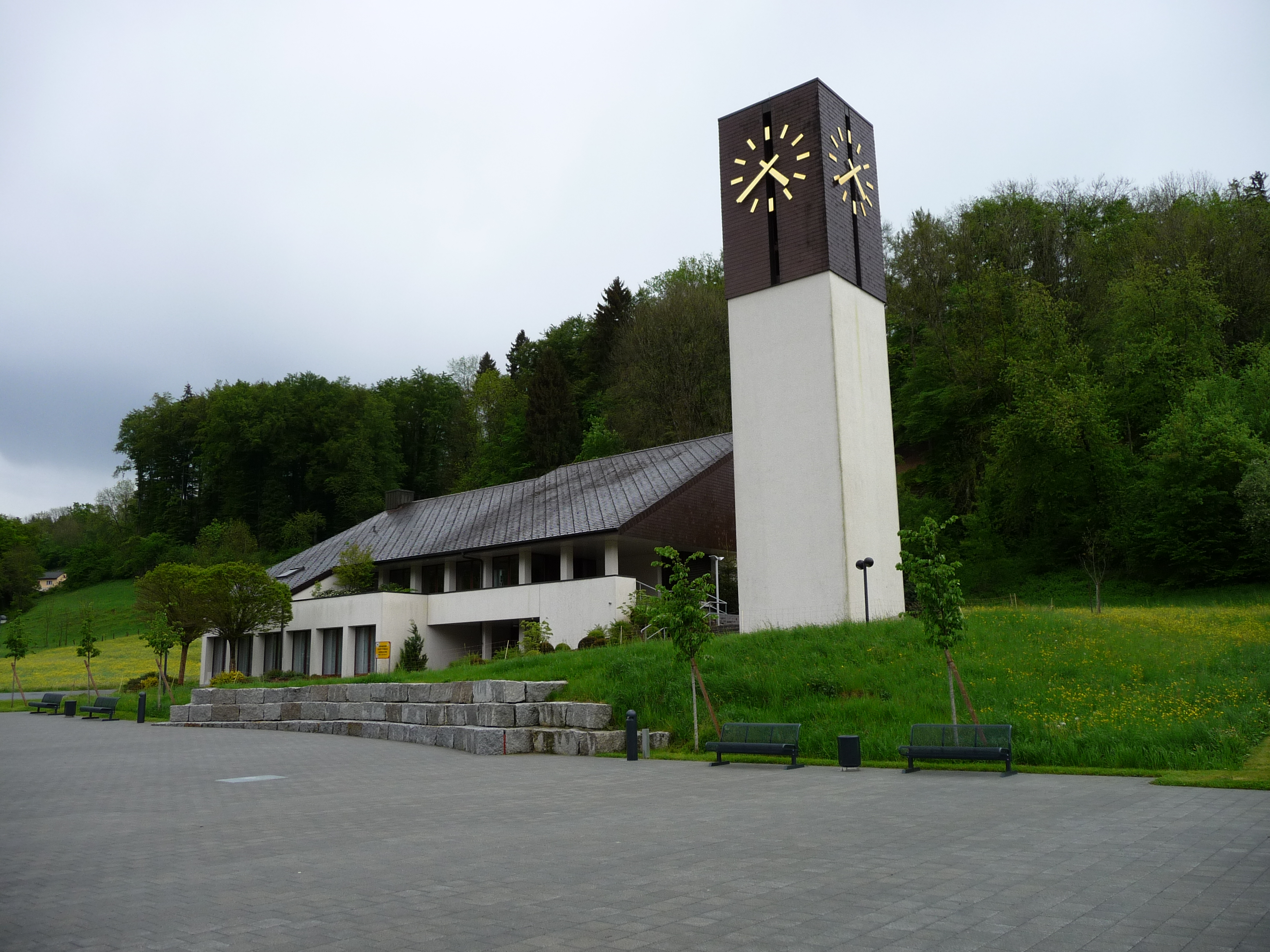
Dorfkirche

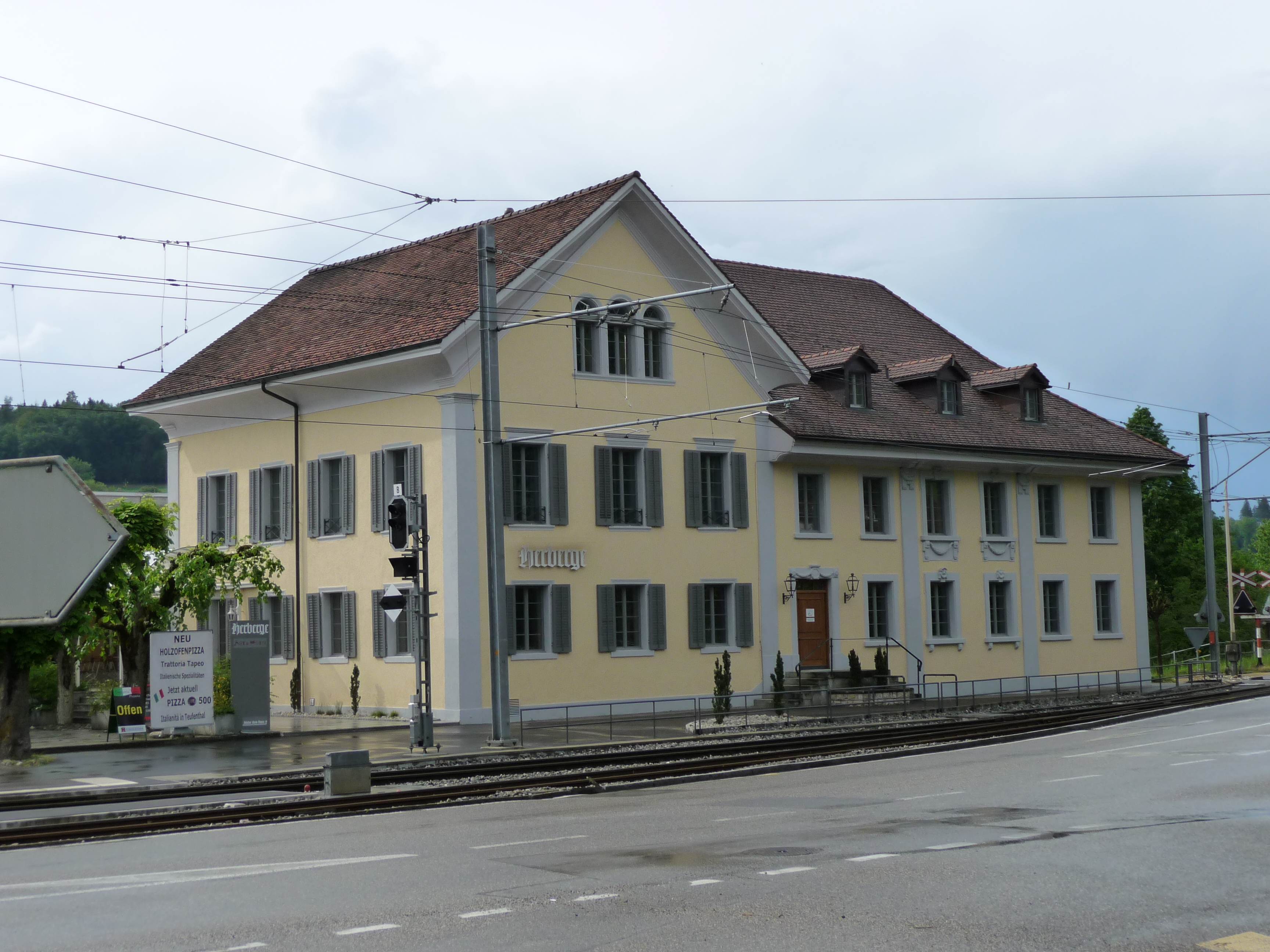
Restaurant «Herberge»

Das Dorfzentrum wird von der aus dem 12. Jahrhundert stammenden Trostburg überragt, die auf einem dreissig Meter hohen Felssporn steht.

## Wappen
Die Blasonierung des Gemeindewappens lautet: «In Gelb gestürzte blaue Spitze mit steigendem gelbem Halbmond, überhöht von fünfstrahligem gelbem Stern.» Erstmals abgebildet wurde das Wappen 1811 auf dem Gemeindesiegel. Die umgekehrte Spitze deutet ein tiefes Tal zwischen zwei Bergen an. Die heute verwendete Darstellungsform ist seit 1953 in Gebrauch.

## Bevölkerung
Die Einwohnerzahlen entwickelten sich wie folgt:
| Jahr      | 1764 | 1803 | 1850 | 1900 | 1930 | 1950 | 1960 | 1970 | 1980 | 1990 | 2000 | 2010 | 2020 |
| Einwohner | 377  | 457  | 666  | 537  | 694  | 1060 | 1350 | 1622 | 1564 | 1594 | 1598 | 1593 | 1682 |

Am 31. Dezember 2023 lebten 1748 Menschen in Teufenthal, der Ausländeranteil betrug 27,3 %. Bei der Volkszählung 2015 bezeichneten sich 42,6 % als reformiert und 19,0 % als römisch-katholisch; 38,4 % waren konfessionslos oder gehörten anderen Glaubensrichtungen an. 85,7 % gaben bei der Volkszählung 2000 Deutsch als ihre Hauptsprache an, 6,8 % Serbokroatisch, 2,6 % Italienisch und 2,2 % Albanisch.

## Politik und Recht
Die Versammlung der Stimmberechtigten, die Gemeindeversammlung, übt die Legislativgewalt aus. Ausführende Behörde ist der fünfköpfige Gemeinderat. Er wird im Majorzverfahren vom Volk gewählt, seine Amtsdauer beträgt vier Jahre. Der Gemeinderat führt und repräsentiert die Gemeinde. Dazu vollzieht er die Beschlüsse der Gemeindeversammlung und die Aufgaben, die ihm vom Kanton zugeteilt wurden. Für Rechtsstreitigkeiten ist in erster Instanz das Bezirksgericht Kulm zuständig. Teufenthal gehört zum Friedensrichterkreis IX (Unterkulm).

## Wirtschaft
In Teufenthal gab es gemäss der im Jahr 2015 erhobenen Statistik der Unternehmensstruktur (STATENT) rund 320 Arbeitsplätze, davon 9 % in der Landwirtschaft, 33 % in der Industrie und 58 % im Dienstleistungsbereich. Das mit Abstand grösste Unternehmen war die 2010 geschlossene Injecta AG, die auf Druckguss spezialisiert war und seit 1988 zur Alu Menziken Gruppe gehörte. Die meisten Erwerbstätigen sind Wegpendler und arbeiten in der Region Reinach oder in Aarau und Umgebung.

## Verkehr

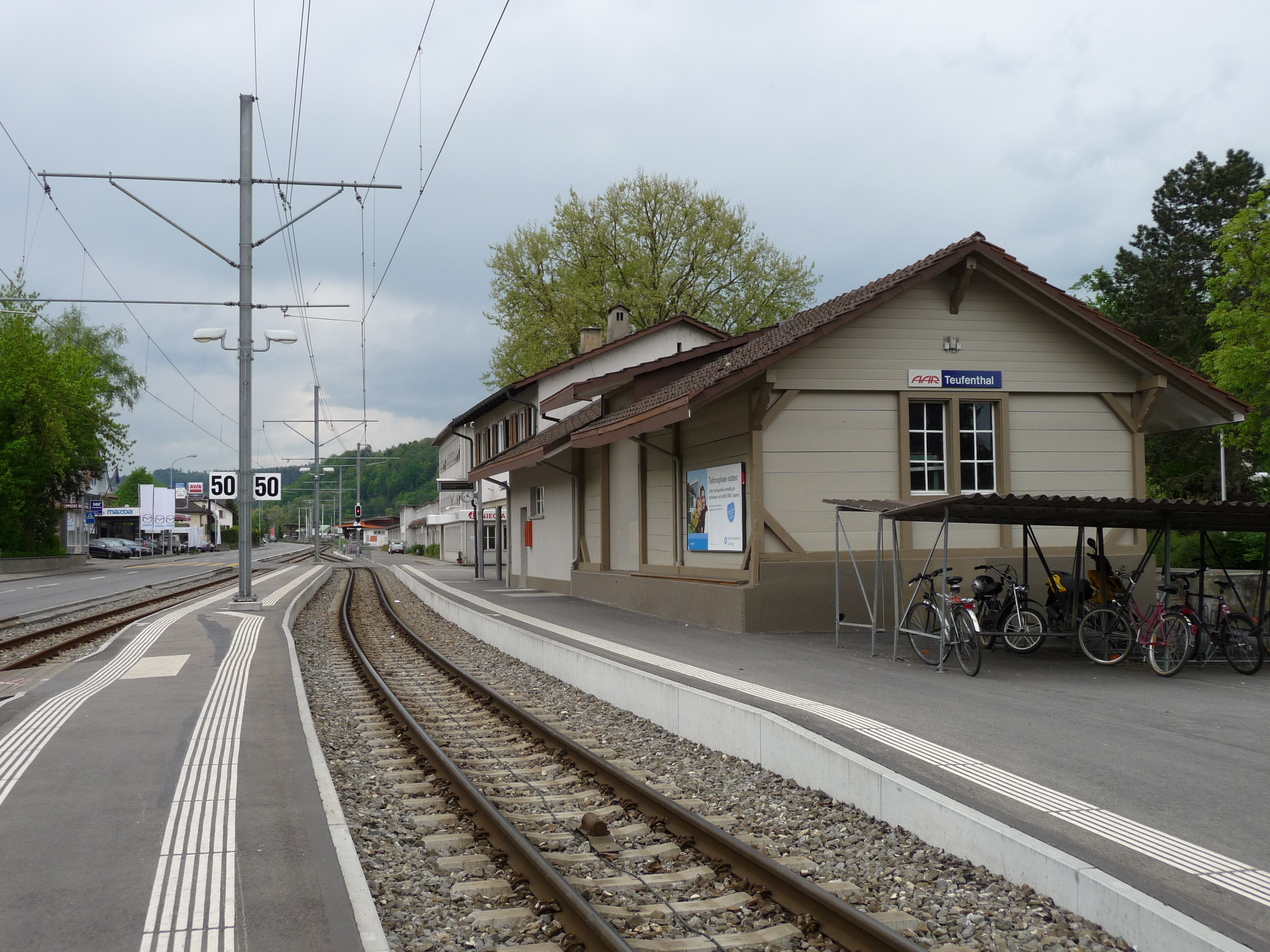
Bahnhof Teufenthal

Das Dorf liegt an der Hauptstrasse 23 von Aarau über Beromünster nach Sursee. Die Kantonsstrasse 250 führt über Dürrenäsch nach Hallwil ins Seetal.

### Regionalverkehr
Der Anschluss an das Netz des öffentlichen Verkehrs erfolgt durch die Wynentalbahn, die unmittelbar neben der Hauptstrasse verläuft.
- S 14 Menziken – Aarau – Schöftland (WSB)

### Nahverkehr
Von der Haltestelle Teufenthal aus führt eine Buslinie der Gesellschaft Regionalbus Lenzburg nach Seengen im Seetal und weiter zum Bahnhof Lenzburg. An Wochenenden verkehrt ein Nachtbus vom Bahnhof Aarau durch das Wynental nach Menziken.
- 395 Bahnhof Lenzburg – Schafisheim – Seon – Egliswil – Seengen – Boniswil – Leutwil – Dürrenäsch – Teufenthal (RBL)

- N24 Aarau Bahnhof – Telli – Buchs AG – Suhr – Gränichen – Teufenthal – Unterkulm – Oberkulm – Gontenschwil – Reinach – Menziken (BBA)

## Bildung
Die Gemeinde verfügt über einen Kindergarten und ein Schulhaus, in dem die Primarschule unterrichtet wird. Sämtliche Oberstufen der obligatorischen Volksschule (Realschule, Sekundarschule und Bezirksschule) können in Unterkulm besucht werden. Die nächstgelegenen Gymnasien sind die Alte Kantonsschule und die Neue Kantonsschule, beide in Aarau.

## Persönlichkeiten
- Johannes Müller Argoviensis (1828–1896), Botaniker, Hochschullehrer und Autor
- Ludwig Karrer (1830–1893), National- und Regierungsrat